# David Knout
Dovid Knout, Dovid Knut ou David Knout (de son vrai nom, en russe : Ду́вид Ме́ерович Фи́ксман, Douvid Meierovitch Fixman ; né le 10/23 septembre 1900 à Orhei en Bessarabie (aujourd'hui Moldavie), mort le 15 février 1955 à Tel Aviv en Israël) est un poète juif de langue russe et un membre de la Résistance française.

## Biographie

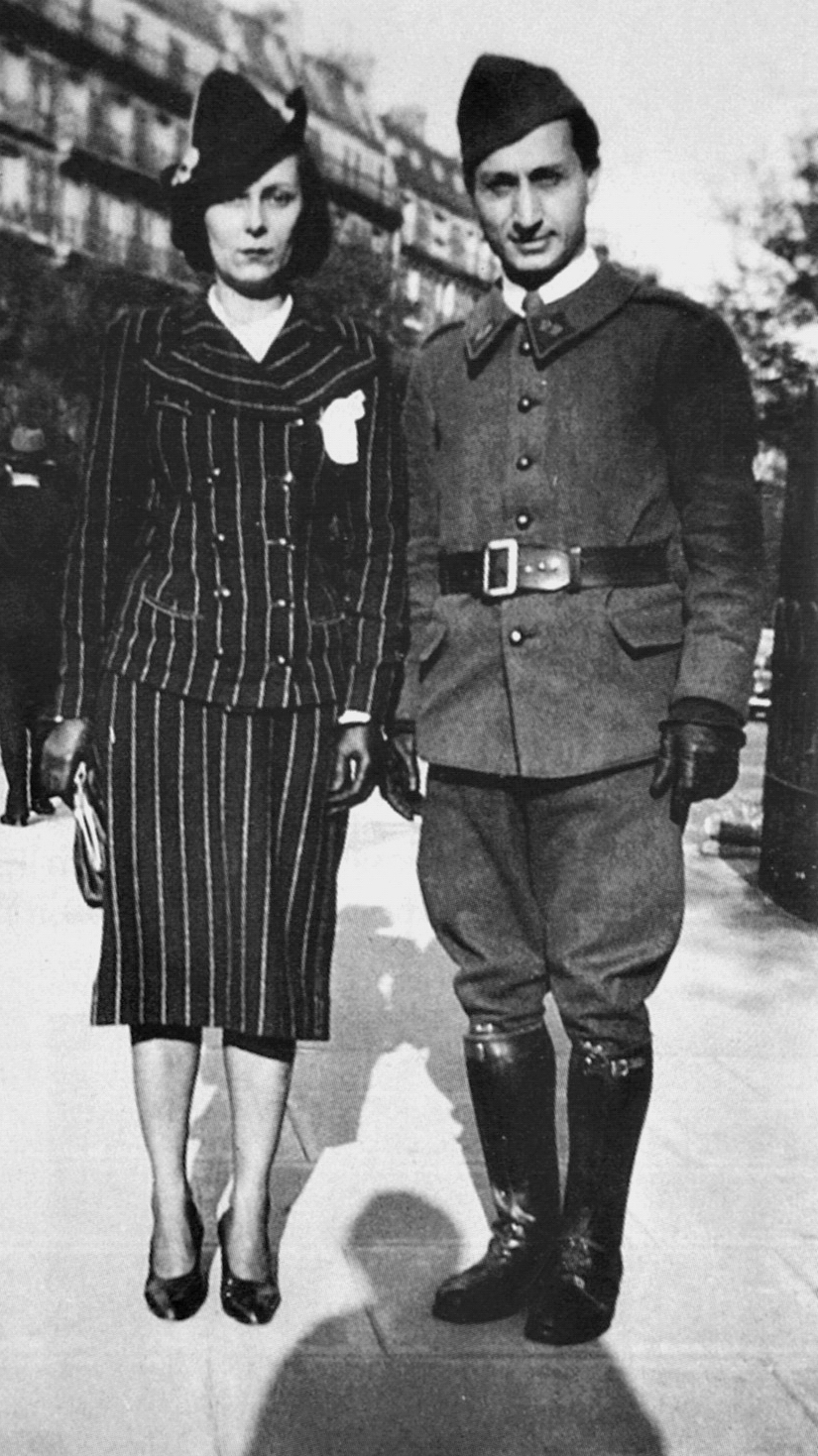
Ariadna et Dovid Knout, Paris, automne 1939

Dovid Fixman est le fils d'un épicier juif d'Orhei. La famille émigre à Paris en 1920, alors que la Bessarabie est devenue une province du royaume de Roumanie.
Il adopte comme nom d'auteur le nom de sa mère, Knout (Кнут). Sa poésie est appréciée de Khodassevitch, et il est publié dans de nombreuses revues de l'émigration russe. En 1925 il participe à l’Union des jeunes poètes. Avec Nina Berberova, et Iouri Terapiano, il crée une revue, La Nouvelle Maison, dont trois numéros paraîtront en 1926-1927. Il rencontre notamment à Paris Ivan Bounine.
Avec sa femme Ariane (1906–1944 ; fille du compositeur Alexandre Scriabine) et d'autres, il crée au cours de la Seconde Guerre mondiale une organisation secrète appelée La Main forte, un mouvement de résistance française qui deviendra ensuite l'Armée juive. Les dirigeants de l'Armée juive se préparaient également à une guerre contre le Royaume-Uni en vue de libérer Israël et d'y créer un état juif. Sa femme est tuée le 22 juin 1944 dans une embuscade tendue par la Milice française lors d'une réunion de l'Armée juive dans son appartement à Toulouse, un mois avant la libération de la ville. La rupture du couple était alors déjà consommée.
Knout, qui a dû quitter Toulouse pour se réfugier en Suisse dès la fin 1942, retourne à Paris après la guerre. Il devient rédacteur du journal Le Monde juif, puis du Bulletin du Centre de documentation juive contemporaine, mais traverse une crise de création littéraire. Il émigre en 1949 en Israël avec sa seconde épouse, l'actrice Virginie Charovski, de 28 ans plus jeune que lui, et avec tous ses enfants. Il y mourra six ans plus tard d'une tumeur au cerveau.
Un portrait peint du couple Knout (hst 1923), rare œuvre d'Arcadie Lochakov, figure à une vente aux  enchères publiques à Paris le 10 novembre 2020 (reprod. coul. dans "La Gazette Drouot" n°39 - 6/11/2020 p. 43). Elle est finalement aquise par le Musée d'Art et d'Histoire du Judaïsme.

## Œuvres
- Dovid Knout. Contribution à l’histoire de la Résistance juive en France, 1940-194, Paris, Éditions du Centre, 1944